# 嶺北等処行中書省
嶺北等処行中書省（れいほくとうしょ-こうちゅうしょしょう）は、大元ウルスが設置した行中書省。カラコルムを中心とするため、最初に設置された時は和林等処行中書省という名称であったが、後に嶺北等処行中書省に改名された。略称は和林行省/嶺北行省だが、モンゴル語では「和林省」を音訳した「コルム・シン」（コルム省、Qorum-šin）という名称で呼ばれた。

## 地理
現在のモンゴル国の領域を中心として、フルンボイル地方、イルティシュ川流域、シベリア南部一帯を管轄していた。

## 沿革
チンギス・カンの建国以来、モンゴル高原は長らくモンゴル帝国の中心部であったが、第5代カアンのクビライは大都（冬営地）と上都（夏営地）に囲まれた一帯を新たな首都圏とした。これに伴ってカラコルムには宣慰司都元帥府が設置されたが、後に都元帥府はアルタイ山脈方面に移され、カラコルムには和林宣慰司のみが残った。至元26年（1289年）には宣慰使のケベク（怯伯）らが叛乱に荷担するという事件が起こったため、至元27年（1290年）に新たに和林等処都元帥府が設置された。
大徳11年（1307年）、クルク・カアン（武宗カイシャン）が即位すると始めて和林等処行中書省が設置された。同時にクルク・カアン即位に貢献した淇陽王オチチェルが右丞相、ハルガスン・ダルハンが左丞相とされ、和林宣慰司都元帥府が廃止となり新たに和林総管府が設けられた。至大2年（1309年）には名称が改められて和林等処行尚書省とされたが、至大4年（1311年）に再び和林等処行中書省に戻された。
クルク・カアンが亡くなりブヤント・カアン（仁宗アユルバルワダ）が即位すると、皇慶元年（1312年）に和林等処行中書省は嶺北等処行中書省と改められ、和林路総管府も和寧路総管府と改められた。

## 嶺北行枢密院
行政機関たる中書省が嶺北等処行中書省という出先機関を設置したのと同様に、軍事を掌る枢密院も嶺北に出先機関である嶺北行枢密院を設置していた。
天暦2年（1329年）に設置され、知院1名、同知2名、副枢1名、僉院2名、同僉1名、院判2名、経歴1名、都事2名、ビチクチ4名、掾史2名、怯里馬赤1、知印1名、宣使4名が所属していた。また、至正13年（1353年）にはジャルグチを6名（これ以前に4名設置されており、2名増やした）、鎮撫司、管勾などを設置した。

## 碑文

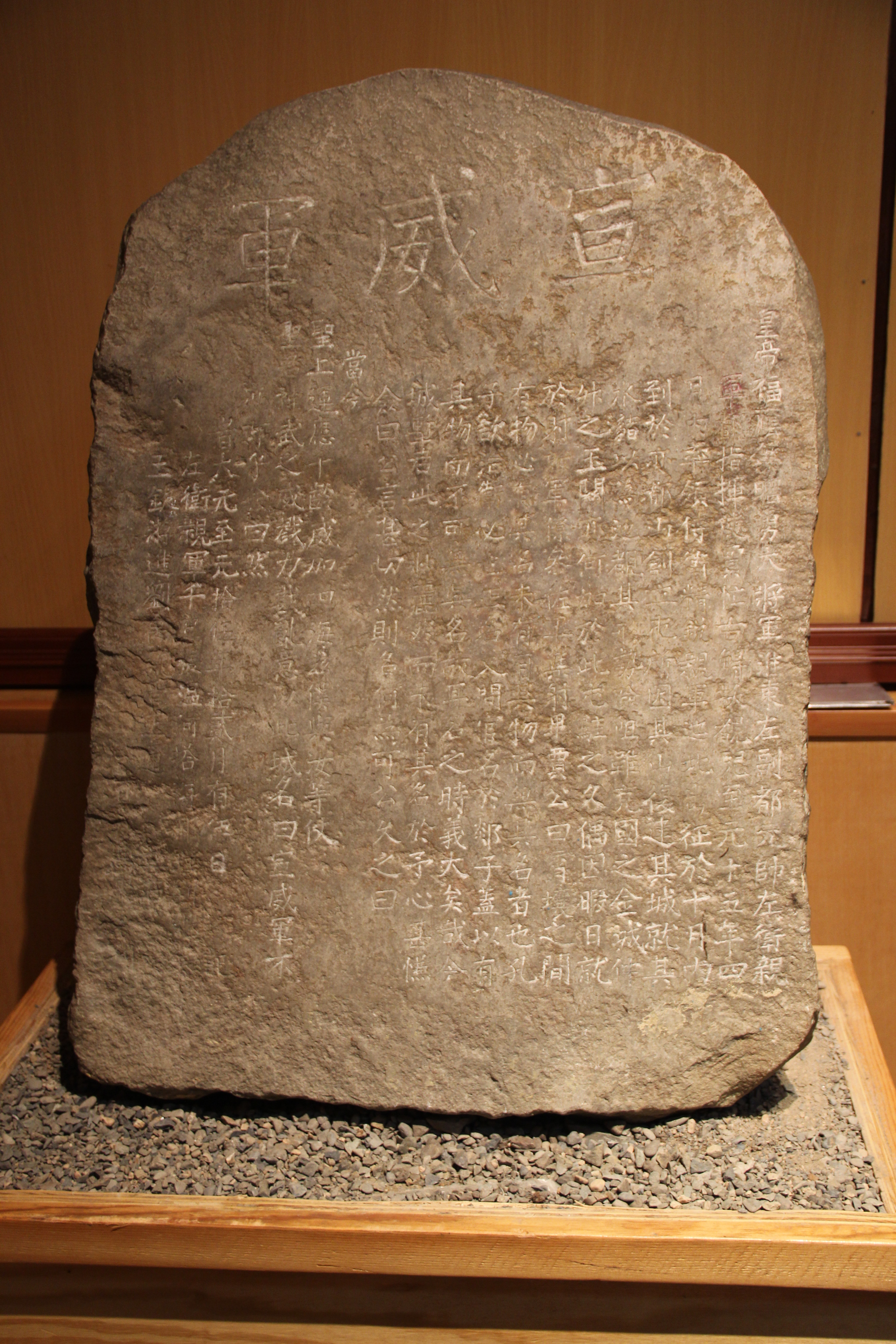
モンゴル国立博物館に展示されている「宣威軍」の記念碑

嶺北行省に関する史料はあまり残されておらず、その実態については不明な点が多い。しかし、現モンゴル国では嶺北行省によって設置された碑文が何点か現存しており、嶺北行省の機構について知る重要な史料となっている。
- 勅建興元閣碑
- 宣威軍碑
- 釈迦院碑

## 行政区画
- カラコルム（和寧路）
- チンカイ・バルガスン（称海宣慰司）
- 益蘭州（中国語版）
- ケムケムジュート（謙謙州（中国語版））